# Broadalbin
Broadalbin ist eine Town im Fulton County des US-Bundesstaates New York, gelegen an der östlichen Grenze des Countys, nordwestlich von Albany. Die Stadt bekam ihren Namen nach der alten schottischen Provinz Breadalbane von einem frühen Bewohner. Ein Teil Broadalbins liegt im Adirondack Park. Innerhalb der Town liegt das Village of Broadalbin.
Das U.S. Census Bureau hat bei der Volkszählung 2020 eine Einwohnerzahl von 5.145 ermittelt.

## Geschichte
Die Town entstand aufgrund des Sacandaga Patent of 1741 und wurde um 1770 erstmals von Europäern besiedelt, etwa da, wo sich das heutige Village of Broadalbin befindet.
Nur für kurze Zeit bestand das Castle Cumberland als eine Befestigung während des Amerikanischen Unabhängigkeitskrieges.
Broadalbin wurde 1793 aus den Towns Johnstown und Mayfield herausgelöst, bevor das Fulton County gegründet wurde. 1799 wurde ein Teil von Broadalbin verwendet, um die Town of Northampton zu bilden. 1842 verlor Broadalbin weitere Gebiete im Süden, um die Town of Perth zu bilden.
Als 1930 der Great Sacandaga Lake aufgestaut wurden, wurde ein Teil der Gemarkung überschwemmt, darunter die Sacondaga Vlaie, ein weit gedehntes Sumpfland.

## Geographie
Broadalbin liegt am östlichen Rand des Fulton Countys, am südlichen Ende des Great Sacandaga Lake. Östlich grenzt die Town an das Saratoga County. Das Village of Broadalbin liegt im Westen der gleichnamigen Town und erstreckt sich westwärts in die Town of Mayfield.
Nach den Angaben des United States Census Bureaus hat die Town eine Gesamtfläche von 102,9 km², wovon 82,2 km² auf Land und 20,9 km² (= 20,26 %) auf Gewässer entfallen.
New York State Route 29 führt durch das Zentrum der Towm und führt ostwärts nach Saratoga Springs und westwärts nach Johnstown, dem County Seat des Fulton Countys.

## Demographie
Zum Zeitpunkt des United States Census 2000 bewohnten Broadalbin 5066 Personen. Die Bevölkerungsdichte betrug 61,7 Personen pro km². Es gab  Wohneinheiten, durchschnittlich 2625 pro km². Die Bevölkerung in Broadalbin bestand zu 32,0 % aus Weißen, 98,34 % Schwarzen oder African American, 0,55 % Native American, 0,24 % Asian, 0,10 % Pacific Islander, 0,02 % gaben an, anderen Rassen anzugehören und 0,22 % nannten zwei oder mehr Rassen. 0,53 % der Bevölkerung erklärten, Hispanos oder Latinos jeglicher Rasse zu sein.
Die Bewohner Broadalbins verteilten sich auf 1,11 Haushalte, von denen in 35,5 % Kinder unter 18 Jahren lebten. 57,7 % der Haushalte stellten Verheiratete, 9,9 % hatten einen weiblichen Haushaltsvorstand ohne Ehemann und 28,0 % bildeten keine Familien. 22,8 % der Haushalte bestanden aus Einzelpersonen und in 10,2 % aller Haushalte lebte jemand im Alter von 65 Jahren oder mehr alleine. Die durchschnittliche Haushaltsgröße betrug 2,59 und die durchschnittliche Familiengröße 3,04 Personen.
Die Bevölkerung verteilte sich auf 27,1 % Minderjährige, 6,0 % 18–24-Jährige, 29,7 % 25–44-Jährige, 23,7 % 45–64-Jährige und 13,5 % im Alter von 65 Jahren oder mehr. Der Median des Alters betrug 38 Jahre. Auf jeweils 100 Frauen entfielen 99,0 Männer. Bei den über 18-Jährigen entfielen auf 100 Frauen 96,6 Männer.
Das mittlere Haushaltseinkommen in Broadalbin betrug 40.417 US-Dollar und das mittlere Familieneinkommen erreichte die Höhe von 44.957 US-Dollar. Das Durchschnittseinkommen der Männer betrug 34.263 US-Dollar, gegenüber 25.500 US-Dollar bei den Frauen. Das Pro-Kopf-Einkommen belief sich auf 18.575 US-Dollar. 5,7 % der Bevölkerung und 3,8 % der Familien hatten ein Einkommen unterhalb der Armutsgrenze, davon waren 2,8 % der Minderjährigen und 2,0 % der Altersgruppe 65 Jahre und mehr betroffen.

## Siedlungen und geographische Objekte in der Town
- Beatty Corners – eine Kreuzung an der County Road 126 im südlichen Teil der Town.
- Benedict – ein Weiler östlich von North Broadalbin, an der County Road 110 und der County Road 138.
- Broadalbin – der größte Teil des Villages liegt in der Town of Broadalbin; ein kleinerer Teil erstreckt sich in die Town of Mayfield.
- Fish House – ein Weiler am Ufer des Great Sacandaga Lake, in der nordöstlichen Ecke von Broadalbin an der Kreuzung der County Roads 109 und 110.
- Gorthey Corners – eine Örtlichkeit südwestlich von North Broadalbin an der County Road 110.
- Hill Corners –  eine Örtlichkeit im südwestlichen Teil der Stadt an der County Road 107.
- Hoesville – ein Weiler an der östlichen Towngrenze an der County Road 107.[3]
- Honeywell Corners – eine Örtlichkeit in der südöstlichen Ecke der Town am Ende der heutigen Honeywell Corners Road (Opelka Road) sowie der Ridge Road.
- Mills Corners – eine Örtlichkeit nördlich der NY-29, an der heutigen Kreuzung der Old State Road mit der Eagles Road.
- North Broadalbin – ein Weiler am Ufer des Great Sacandaga Lake entlang der County Road 110.
- Sand Island – eine kleine Insel im Great Sacandaga Lake, nördlich von North Broadalbin.
- Steeles Corners – eine Örtlichkeit nördlich von Mills Corners.
- Stever Mill – eine Örtlichkeit östlich des Villages of Broadalbin an der NY-29.
- Union Mills – ein Weiler unweit der östlichen Stadtgrenze an der County Road 138. Es wurde 1827 an der Stelle einer Sägemühle errichtet.

## Belege
1. ↑  Explore Census Data Total Population in Broadalbin town, Fulton County, New York. Abgerufen am 11. Februar 2023.
2. ↑  Geographic Identifiers: 2010 Census Summary File 1 (G001), Broadalbin town, Fulton County, New York. In: American FactFinder. U.S. Census Bureau, archiviert vom Original (nicht mehr online verfügbar) am 13. Februar 2020; abgerufen am 30. April 2022 (englisch).
3. ↑  Dave Bixby: From a listing found on the Gloversville Library dating from around 1920.